# Karl Ludwig von Posner
Karl Ludwig von Posner (* 4. Oktober 1822 in Pest; † 7. Dezember 1887 in Budapest) war ein österreichisch-ungarischer Unternehmer.

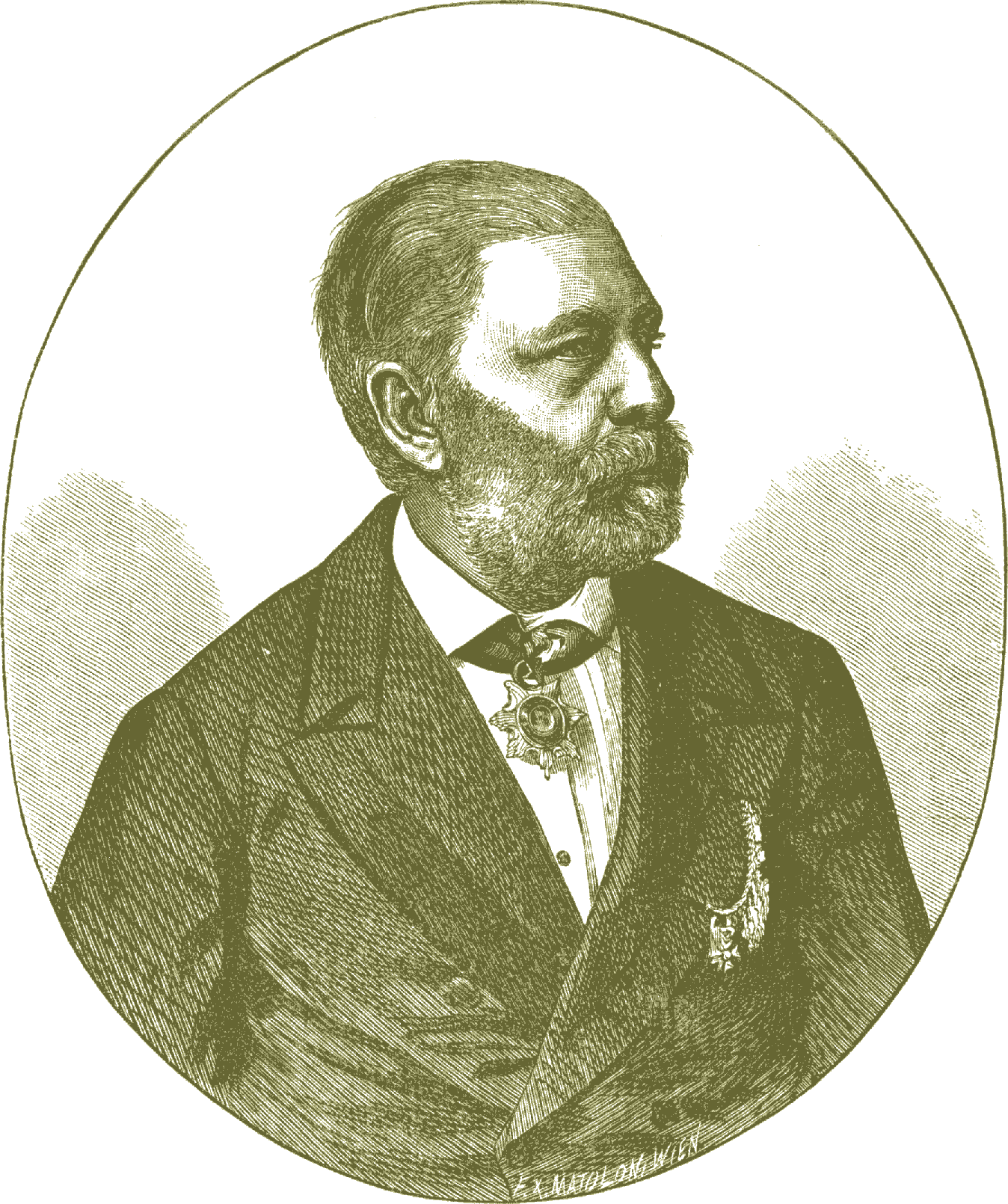
Carl Louis Ritter von Posner
(von Franz Xaver Matoloni, Illustrirtes Oesterr. Journal 1876)

## Biografie
1852 gründete er das größte Druck-, Lithographie- und Buchbinderei-Unternehmen in Ungarn, und er wurde von seiner Regierung als Kommissar für die Ausstellungen in London (1871), Wien (1878) und Triest (1882) entsendet. Im Jahre 1884 wurde er von Trefort, dem Minister für Bildung, ermächtigt, die Herstellung von Landkarten in Ungarn einzuführen. In der Hinsicht war Posner maßgeblich an der Entwicklung der ungarischen Graphik- und Papierindustrie beteiligt. Auf Grund der Qualität seiner Produkte wurde er zum k.k. Hoflieferant ernannt.
König Franz Joseph I. adelte ihn im Jahre 1873 und verlieh ihm 1885 den Titel eines königlichen Hofrates. Seine Arbeit wurde von seinem Sohn Alfred erfolgreich weitergeführt.